# Scopula acyma
Scopula acyma är en fjärilsart som beskrevs av Louis Beethoven Prout 1932. Scopula acyma ingår i släktet Scopula och familjen mätare. Inga underarter finns listade.